# Chirag Shetty

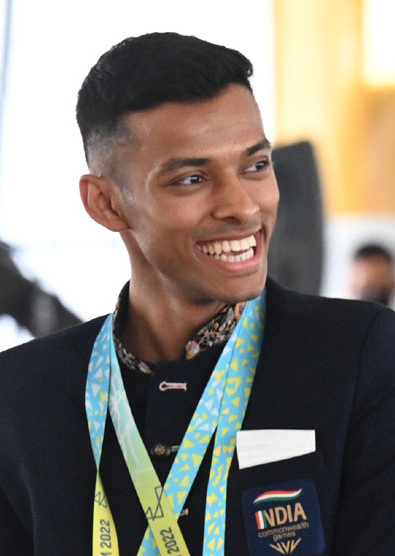
Chirag Shetty, 2022

Chirag Shetty (* 4. Juli 1997 in Mumbai) ist ein indischer Badmintonspieler.

## Karriere
Chirag Shetty gewann bei den indischen Meisterschaften 2016 und 2018 den Titel im Herrendoppel. 2018 siegte er bei den Hyderabad Open, 2019 bei den Thailand Open. 2021 qualifizierte er sich für die Olympischen Sommerspiele des gleichen Jahres.

## Sportliche Erfolge
| Saison | Veranstaltung                                | Disziplin | Platz | Name                                    |
| ------ | -------------------------------------------- | --------- | ----- | --------------------------------------- |
| 2009   | Maharashtra Junior Championships U13 2009    | MS        | 1     | Chirag Shetty                           |
| 2012   | Maharashtra Junior Championships U17 2012    | MS        | 2     | Chirag Shetty                           |
| 2013   | Maharashtra Junior Championships 2013        | MS        | 1     | Chirag Shetty                           |
| 2013   | Maharashtra Junior Championships U17 2013    | MS        | 1     | Chirag Shetty                           |
| 2013   | Indische Juniorenmeisterschaft 2013          | MD        | 1     | M. R. Arjun / Chirag Shetty             |
| 2014   | Swiss Junior International 2014              | MD        | 1     | M. R. Arjun / Chirag Shetty             |
| 2014   | Indische Juniorenmeisterschaft 2014          | MD        | 1     | M. R. Arjun / Chirag Shetty             |
| 2014   | Belgian Junior International 2014            | MD        | 1     | M. R. Arjun / Chirag Shetty             |
| 2014   | India Junior International 2014              | MD        | 1     | M. R. Arjun / Chirag Shetty             |
| 2015   | Indische Juniorenmeisterschaft 2015          | MD        | 1     | M. R. Arjun / Chirag Shetty             |
| 2015   | India Junior International 2015              | XD        | 2     | Chirag Shetty / Sanjana Santosh         |
| 2016   | Bangladesh International 2016                | MD        | 1     | Satwiksairaj Rankireddy / Chirag Shetty |
| 2016   | Indische Meisterschaft 2016                  | MD        | 1     | Satwiksairaj Rankireddy / Chirag Shetty |
| 2016   | Mauritius International 2016                 | MD        | 1     | Satwiksairaj Rankireddy / Chirag Shetty |
| 2016   | Tata Open India International Challenge 2016 | MD        | 1     | Satwiksairaj Rankireddy / Chirag Shetty |
| 2016   | India International 2016                     | MD        | 1     | Satwiksairaj Rankireddy / Chirag Shetty |
| 2017   | Vietnam International 2017                   | MD        | 1     | Satwiksairaj Rankireddy / Chirag Shetty |
| 2017   | Juniorenweltmeisterschaft 2017               | MD        | 33    | Satwiksairaj Rankireddy / Chirag Shetty |
| 2017   | Indische Meisterschaft 2017                  | MD        | 2     | Satwiksairaj Rankireddy / Chirag Shetty |
| 2018   | Juniorenweltmeisterschaft 2018               | MD        | 17    | Satwiksairaj Rankireddy / Chirag Shetty |
| 2018   | Hyderabad Open 2018                          | MD        | 1     | Satwiksairaj Rankireddy / Chirag Shetty |
| 2018   | All England 2018                             | MD        | 9     | Satwiksairaj Rankireddy / Chirag Shetty |
| 2018   | Indische Meisterschaft 2018                  | MD        | 1     | Pranav Chopra / Chirag Shetty           |
| 2018   | Commonwealth Games 2018                      | MD        | 2     | Satwiksairaj Rankireddy / Chirag Shetty |
| 2018   | Indonesia Masters 2018                       | MD        | 3     | Satwiksairaj Rankireddy / Chirag Shetty |
| 2019   | Thailand Open 2019                           | MD        | 1     | Satwiksairaj Rankireddy / Chirag Shetty |
| 2019   | Denmark International 2019                   | MD        | 3     | Satwiksairaj Rankireddy / Chirag Shetty |
| 2019   | Brazil International 2019                    | MD        | 1     | Satwiksairaj Rankireddy / Chirag Shetty |
| 2021   | All England 2021                             | MD        | 9     | Satwiksairaj Rankireddy / Chirag Shetty |